# Heather Mills

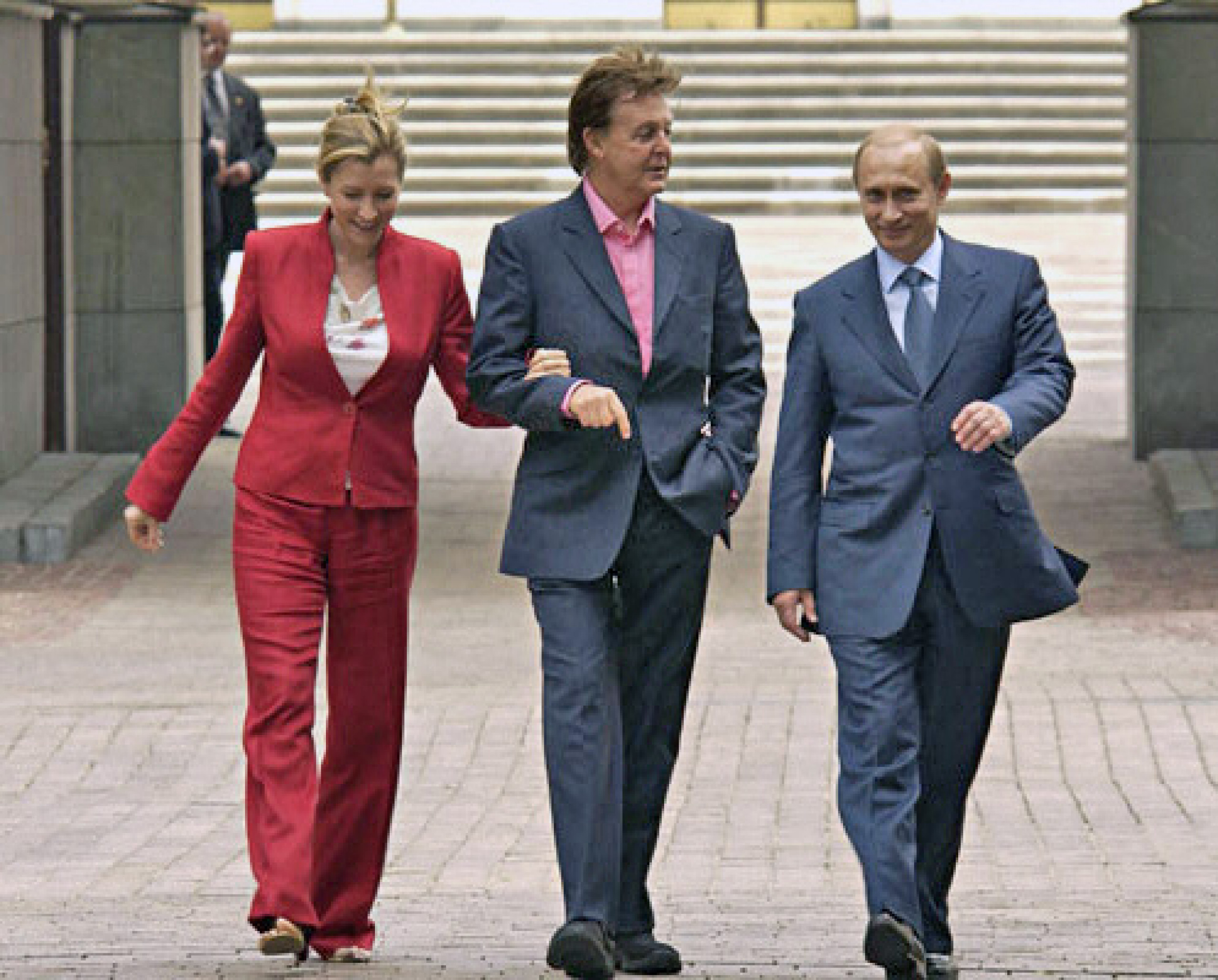
Heather Mills tillsammans med Paul McCartney och Vladimir Putin 2003.

Heather Anne Mills, född 12 januari 1968 i Aldershot, Hampshire, är en brittisk före detta fotomodell som var gift med Paul McCartney 2002–2008.
Mills förlorade sitt vänstra underben i en trafikolycka 1993. Hon driver idag en kampanj mot landminor och är så kallad goodwill-ambassadör för FN. Tillsammans med Pamela Cockerill har hon skrivit boken A Single Step, som först gavs ut under namnet Out on a Limb. Den utkom på svenska 2005 med titeln Ett enda steg.
Den 11 juni 2002 gifte hon sig med Paul McCartney, med vilken hon har en dotter. Paret separerade under våren 2006 och är numera skilda. Liksom sin förre man är hon engagerad vegetarian och mån om djurens rätt. Hon och hennes hälsoföretag är flerfaldigt prisbelönade för hennes engagemang.